# Tremotylium africanum
Tremotylium africanum är en lavart som beskrevs av Räsänen 1949. Tremotylium africanum ingår i släktet Tremotylium och familjen Thelotremataceae.   Inga underarter finns listade i Catalogue of Life.